# Seneca Rocks
Seneca Rocks – szczyt o wysokości 732 m n.p.m. w Stanach Zjednoczonych, w stanie Wirginia Zachodnia. Należy do Appalachów i położony jest na terenie Spruce Knob-Seneca Rocks National Recreation Area, która z kolei leży w obrębie Monongahela National Forest. Na drewnianą platformę widokową położoną poniżej północnego wierzchołka prowadzi znakowany pieszy szlak turystyczny o długości ponad 2 km, chociaż wejście na sam wierzchołek wymaga umiejętności wspinaczkowych.
Nie wiadomo, kto jako pierwszy zdobył wierzchołek Seneca Rocks. Uważa się, że Indianie mogli zdobyć go przed przybyciem Europejczyków do Ameryki Północnej, chociaż nie ma na to dowodów. Udokumentowana historia wspinaczki na Seneca Rocks sięga 1935 roku, kiedy Paul Brandt i Florence Perry zdobyli północny wierzchołek posługując się linami. Jednak, kiedy Paul Brandt, Don Hubbard i Sam Moore weszli na główny wierzchołek w 1939 roku, znaleźli na nim inskrypcję o treści "D.B. Sept. 16, 1908." ("D.B. 16 września 1908"). Uważa się, że inicjały mogą należeć do geodety o nazwisku Bittenger, który w tym okresie działał w pobliżu Seneca Rocks.
W latach 1943–1944 Armia Stanów Zjednoczonych przygotowywała się w tym regionie do działań zbrojnych w Apeninach. Ślady ich działalności wspinaczkowej są widoczne w skałach do dzisiaj.
Także obecnie, kwarcytowe ściany Seneca Rocks są popularnym miejscem wspinaczkowym. Wytyczono na nich ponad 375 dróg wspinaczkowych. Najłatwiejsze z nich mają ranking 5.0 w amerykańskiej skali trudności dróg skalnych, podczas gdy najtrudniejsze sięgają 5.12 w tej samej skali.